# Hundarna
Hundarna var ett rockband från Malmö, aktiva under 1980-talet.

## Medlemmar
- Tore Johansson – gitarr, sång
- Håkan Ekberg – gitarr, keyboard
- Claes Andersson – basgitarr
- Lasse Jungmark – trummor

## Diskografi
Studioalbum
- 1983 – Staden kallar (Amalthea AM 33)[2]

Singlar
- 1982 – "Sanningar" / "Hur känns det nu" (Amalthea AMS 2013),[3]
- 1984 – "Mannen utan makt" / "Älskar dig" (Amalthea AMS 2021).[4]